# Рудоголова альципа
Рудоголова альци́па (Schoeniparus) — рід горобцеподібних птахів родини Pellorneidae. Представники цього роду мешкають в Південній і Південно-Східній Азії.

## Види
Виділяють сім видів:
- Альципа-крихітка жовтолоба (Schoeniparus variegaticeps)
- Альципа-крихітка жовтоброва (Schoeniparus cinereus)
- Альципа-крихітка білоброва (Schoeniparus castaneceps)
- Альципа-крихітка анамська (Schoeniparus klossi)
- Альципа рудовола (Schoeniparus rufogularis)
- Альципа мала (Schoeniparus dubius)
- Альципа рудоголова (Schoeniparus brunneus)

## Етимологія
Наукова назва роду Schoeniparus походить від сполучення слова дав.-гр. σχοινος — очерет, комиш і наукової назви роду Синиця (Parus Linnaeus, 1758).